# Jurij Sjirkov
Jurij Valentinovitj Sjirkov (russisk: Юрий Валентинович Жирков, tr. Jurij Valentinovitj Sjirkov; født 20. august 1983 i Tambov, Sovjetunionen) er en russisk fodboldspiller, der spiller som venstre kant/back hos den russiske-klub Zenit Skt. Petersborg. Han kom til klubben i februar 2016 fra Dinamo Moskva. Derudover har han tidligere spillet for klubben Spartak Tambov i sin fødeby samt Premier League klubben Chelsea, Ansji og CSKA Moskva.

## Klub Karriere

### CSKA Moskva
Sjirkov skrev kontrakt med CSKA Moskva i januar 2004. Hans officielle debut kamp var den 7. marts 2004 i den russiske Super Cup mod Spartak Moskva. CSKA's 3-1 sejr gav Jurij sin første pokal med hans nye klub. Sjirkov fik sin debut i Champions League den 27. juli 2004 mod Nefttjii Baku.

### Chelsea FC
Den 6. juli 2009 skrev Sjirkov en 4-årig lang kontrakt med Chelsea F.C. som kostede klubben £ 18m. Dette køb gjorde russeren den dyreste spiller fra Rusland nogensinde. Han scorede i sin debut kamp i en venskabskamp mod AC Milan, hvor Sjirkovs mål var målet til sejren. Efter en slem knæskade, kæmpede han sig tilbage på holdet, og fik sin debut i en kamp hvor han spillede venstre back mod Queens Park Rangers i en League Cup-kamp 23. september.

### Anzhi
Den 14. august 2011, annoncerede Chelsea FC salget af Sjirkov til det russiske Premier League hold Ansji Makhatjkala for omkring £13,2 millioner. Sjirkov underskrev en fireårig kontrakt med det russiske hold.

### Dinamo Moskva
Den 6. august 2013, annoncerede Ansji Makhatjkala at hele holdet var til salg grundet planer om at omstrukturere virksomheden, med fokus på de unges udvikling. De første spillere til at forlade blev Igor Denisov, Aleksandr Kokorin og Zjirkov den 15. august 2013, som alle sammen blev købt af Dinamo Moskva. Senere hen forlod store navne som Samuel Eto'o og Willian, som blev købt af Chelsea FC.

## Landshold
Zjirkov står (pr. 29. marts 2016) noteret for 68 kampe for det russiske landshold, som han debuterede for i 2005. Han var en del af det hold der nåede semifinalerne ved EM i 2008.